# Jeff Baxter
Jeffrey Allen "Skunk" Baxter (13 de diciembre de 1948) es un guitarrista estadounidense, conocido por su trabajo con las agrupaciones Steely Dan y The Doobie Brothers durante los setenta y con Spirit en los ochenta. Mientras trabajaba en una tienda de discos en la ciudad de Manhattan en 1966, Baxter conoció al guitarrista Jimi Hendrix, el cual apenas iniciaba su carrera. Por un breve periodo de tiempo, Baxter compartió escenario con Hendrix en la banda Jimmy James and the Blue Flames, junto a Randy California, con quien tocaría en la banda Spirit en años posteriores. En los últimos años ha trabajado como consultor de defensa para el gobierno de su país.
En 2022 lanzó un álbum como solista, titulado "Speed of Heat".

## Primeros años de vida y educación
Jeffrey Baxter nació en Washington D. C., y pasó algunos de sus años de formación en México. Se graduó de la Escuela Taft en 1967 en Watertown, Connecticut, y se describió a sí mismo como un preppy. Se inscribió en la Escuela de Comunicación Pública (ahora Facultad de Comunicación) en la Universidad de Boston en septiembre de 1967, donde estudió periodismo mientras continuaba tocando con bandas locales. Su compañero de habitación en primer año fue el músico de blues James Montgomery.

### Álbumes de estudio Steely Dan
- Can't Buy a Thrill (1972)
- Countdown to Ecstasy (1973)
- Pretzel Logic (1974)